# Трагови из Сарајева
Трагови из Сарајева (норв. Sporene fra Sarajevo) (енгл. Sarajevo Ricochet) је норвешки документарни филм из 2009. Филм је режирао новинар-истраживач Ола Флум који је на њему радио пуних десет година у сарадњи са Би-Би-Си новинаром Дејвидом Хебдичем. Претходно овом филму, аутор је режирао и документарац „Град који се могао жртвовати“.
Филм говори о везама муслиманског руководства у Сарајеву са муџахединима и исламским терористичким организацима, о муџахединима у саставу Армије РБиХ, о снабдјевању оружјем, о злочинима над немуслиманима и другом. Филм садржи архивске снимке на којима су приказани злочини над Србима, међу којима су и ритали одрубљивања глава заробљеним српским војницима.